# 87 г. пр.н.е.
87 (осемдесет и седма) година преди новата ера (пр.н.е.) е година от доюлианския (Помпилийски) римски календар.

## Събития

### В Римската република
- Консули са Гней Октавий и Луций Корнелий Цина.
- Несъгласие между консулите относно предложенията на Цина в защита на всички италийци и желанието му да ги направи граждани и да ги разпредели в трибите стават причина за сблъсъци между поддръжниците им. Цина и подкрепящите го са прогонени от Рим, а Сенатът го лишава от консулството като за суфектконсул е избран Луций Корнелий Мерула.[1]
- Гай Марий се завръща в Италия, събира войска и се присъединява към Цина и хората му. Двамата обсаждат Рим, принуждават Сената да започне преговори и отново да третира Цина като действащ консул. Двамата успяват да изискват официална покана да влязат в града, но веднага след като прави това Марий започва гонения на противниците си. Консулът Октавий е сред първите от множество убити.[1]
- Първа Митридатова война:
  - Луций Корнелий Сула пристига в Гърция с войската си и подлага Атина и Пирея на обсада.[2]

## Родени
- Луций Мунаций Планк, римски политик и консул през 42 г. пр.н.е. (умрял 15 г. пр.н.е.)
- Седул, галски вожд на племето Лемовики (умрял 52 г. пр.н.е.)

## Починали
- 29 март – Хан Уди, китайски император от династията Хан (роден 156 г. пр.н.е.)
- Гней Октавий, римски политик
- Марк Антоний Оратор, римски политик, оратор и дядо на триумвира Марк Антоний (роден 143 г. пр.н.е.)
- Луций Корнелий Мерула, римски политик и жрец
- Гней Помпей Страбон, римски политик и баща на Помпей Велики
- Публий Лициний Крас, римски политик и баща на Марк Лициний Крас
- Гай Юлий Цезар Страбон Вописк, римски политик, оратор и писател (роден ок. 130 г. пр.н.е.)
- Квинт Лутаций Катул, римски политик и военачалник (роден ок. 150 г. пр.н.е.)
- Квинт Муций Сцевола, римски политик, юрист и философ (роден ок. 159 г. пр.н.е.)